# 坪北紗綾香
坪北 紗綾香（つぼきた さやか、1982年1月19日-）は、日本の作曲家、歌手、音楽指導者。

## 経歴
広島県呉市出身。エリザベト音楽大学大学院音楽研究科音楽教育学専攻（修士課程音楽教育分野）修了。エリザベト音楽大学非常勤講師（幼児音楽教育特殊研究担当）。
CMやキャンペーンに関連する楽曲の作曲、ミュージカルの音楽等を多数担当。
2006年、福山市制施行90周年記念事業として実施された福山ばら祭テーマソング公募事業で、作詞・作曲した「心に咲く花」が最優秀賞獲得、ばら祭のテーマソングに選定された。同年7月15日、FMシアター『恋する人に歌う唄』（NHK広島局制作のラジオドラマ）の音楽を担当。同年9月、水の都ひろしま推進委員会主催「川のうた」の公募において、114曲の中から、作詞・作曲した「夢の河口」が優秀賞に選ばれる。
2007年の第31回ひろしまフラワーフェスティバルの「FFゲスト」として出演。
2008年7月30日、作曲を担当した「ことばの歌」（ことばについて考える100人委員会が制作）が広島県庁で開催された全国高等学校総合文化祭群馬大会の壮行式で発表される。
2010年5月14日、「坂本龍馬的音楽祭ロックン リョーマ」（福山市鞆町「緑町公園」）に坂本龍馬の妻、楢崎龍に扮して登場し、作曲を担当した「幕末ツイッター〜お龍のつぶやき〜」を歌唱。
2010年9月26日公開収録のNHK広島放送局主催「心のメロディ　みんなの童謡コンサート」の音楽監修を担当。
同年10月1日、宮島街道プロジェクト委員会が実施した同プロジェクトのイメージソング一般公募で、73点の応募の中から、作曲を担当した「宮島街道」が選ばれ、はつかいち文化ホールさくらぴあでの選考曲発表会に出演。

## ディスコグラフィ
- 「心に咲く花」（坪北紗綾香作詞・作曲・歌、福山祭委員会制作、2006年）
- 「ことばの歌」（池田明子作詞、坪北紗綾香作曲・歌、加藤健一編曲、ことばについて考える100人委員会制作、2006年）
- 「宮島街道」（おきせてる美作詞、坪北紗綾香作曲・歌、加藤健一編曲、宮島街道プロジェクト委員会制作、2011年）